# Humberto Barbosa Tozzi
Humberto Barbosa Tozzi (São João de Meriti, 4 februari 1934 - Rio de Janeiro, 17 april 1980) was een Braziliaanse voetballer, beter bekend onder zijn spelersnaam Humberto.

## Biografie
Humberto begon zijn carrière bij een club uit zijn thuisstad en maakte datzelfde jaar nog de overstap naar São Cristóvão, een kleinere club in Rio de Janeiro. Een jaar later ging hij naar Palmeiras waar hij topschutter werd van het Campeonato Paulista met 22 goals, een jaar later werd hij opnieuw topschutter en trof nu 36 keer de netten, echter kon de club niet de titel winnen. In 1956 maakte hij de overstap naar het Italiaanse Lazio en speelde daar vier seizoenen en won er in 1958 de Coppa Italia mee. In 1960 keerde hij terug naar Palmeiras en won met de club de landstitel. In 1961 speelde hij nog de finale van de Copa Libertadores tegen Peñarol. Hierna speelde hij nog voor Olaria, Fluminense en Portuguesa.
In 1952 werd hij al opgenomen in de Olympische selectie voor de Spelen in Helsinki. Hij scoorde het eerste doelpunt in de 5-1 overwinning tegen Nederland.
In 1954 zat hij ook in de selectie voor het WK 1954. In de groepsfase werd hij niet ingezet, maar wel in de kwartfinale tegen de Magische Magyaren, een wedstrijd die de geschiedenisboeken in zou gaan als de Slag van Bern. Na een fel geprotesteerde strafschop in het voordeel van Hongarije veranderde de wedstrijd in een slagveld, waarbij vuile fouten gemaakt werden. Na een rode kaart van de Hongaar József Bozsik en de Braziliaan Nílton Santos werd ook Humberto in de 79ste minuut van het veld gestuurd.
Hij overleed op 17 april 1980 op amper 46-jarige leeftijd aan een hartaanval.